# Рашид Тиберканин
Рашид Тиберканин е марокански футболист, атакуващ полузащитник. Роден е на 28 март 1985 г. в Антверпен, Белгия. Висок е 171 см и тежи 68 кг. Юноша на Аякс (Амстердам). През сезон 2005/2006 играе във втория състав на холандския клуб. През следващата година Тиберканин заминава в Германия, където се състезава за втория отбор на Байер (Леверкузен). Играчът изкарва сезон 2006/2007 в немския град, където отборът му играе в трета дивизия. От юли 2007 е играч на Москва (Москва), но е преотстъпен в латвийския Даугава (Даугавпилс). В началото на юли 2008 преминава тестов период в отбора на Левски (София) и след като е одобрен подписва професионален договор.
През 2005 Тиберканин участва на световното първенство за юноши с отбора на Мароко, въпреки че има записани мачове с отбора на Белгия. По време на първенството Рашид участва в 5 от седемте срещи от турнира.

## Статистика по сезони
| Отбор                | Сезон   | Шампионат | Шампионат | Нац. купа | Нац. купа | Евротурнири | Евротурнири | Общо | Общо |
| Отбор                | Сезон   | М         | Г         | М         | Г         | М           | Г           | М    | Г    |
| -------------------- | ------- | --------- | --------- | --------- | --------- | ----------- | ----------- | ---- | ---- |
| Аякс (Амстердам) Б   | 2005-06 | 0         | 0         | –         | –         | –           | -           | 0    | 0    |
| Байер (Леверкузен) Б | 2006-07 | 25        | 3         | –         | –         | –           | -           | 25   | 3    |
| Москва (Москва)      | 2007    | 0         | 0         | –         | –         | –           | -           | 0    | 0    |
| Даугава (Даугавпилс) | 2007    | 14        | 3         | 0         | 0         | 0           | 0           | 14   | 3    |
| Левски (София)       | 2008-09 | 9         | 3         | 0         | 0         | 3           | 0           | 12   | 3    |

Последна актуализация: 7 декември 2008